# Гамбург-Єнфельд
Єнфельд (нім. Jenfeld) — частина району Вандсбек вільного та ганзейського міста Гамбург. На сході Єнфельда межа району збігається з кордоном Гамбурга та Шлезвіг-Гольштейну. На півдні межа району між Єнфельдом і Більштедом збігається з автострадою A24.